# Spearsville (Luisiana)
Spearsville es una villa ubicada en la parroquia de Union en el estado estadounidense de Luisiana. En el Censo de 2010 tenía una población de 137 habitantes y una densidad poblacional de 25,62 personas por km².

## Geografía
Spearsville se encuentra ubicada en las coordenadas 32°56′2″N 92°36′8″O / 32.93389, -92.60222. Según la Oficina del Censo de los Estados Unidos, Spearsville tiene una superficie total de 5.35 km², de la cual 5.35 km² corresponden a tierra firme y (0%) 0 km² es agua.

## Demografía
Según el censo de 2010, había 137 personas residiendo en Spearsville. La densidad de población era de 25,62 hab./km². De los 137 habitantes, Spearsville estaba compuesto por el 89.78% blancos, el 6.57% eran afroamericanos, el 0.73% eran amerindios, el 0% eran asiáticos, el 0% eran isleños del Pacífico, el 2.92% eran de otras razas y el 0% pertenecían a dos o más razas. Del total de la población el 2.92% eran hispanos o latinos de cualquier raza.